# Maria Helena Diniz
Maria Helena Diniz (São Paulo, 1 de junho de 1956) é uma jurista, advogada e professora brasileira. Atualmente ocupa a cadeira de professora titular de Direito Civil na Pontifícia Universidade Católica de São Paulo, onde obteve o seu mestrado (1974) e doutorado (1976). É autora de mais de quarenta livros e artigos na área do Direito, principalmente na área civil.

## Principais obras publicadas
- Curso de Direito Civil Brasileiro - Teoria Geral do Direito Civil
- Curso de Direito Civil Brasileiro - Teoria Geral das Obrigações
- As Lacunas no Direito
- Compêndio de Introdução à Ciência do Direito
- Conceito de Norma Jurídica Como Problema de Essência
- Constituição de 1988: Legitimidade, Vigência, Eficácia e Supremacia

Conhecida pelo trabalho rígido na descrição das suas obras, sendo a mais conhecida o Curso de Direito Civil, é sempre indicado para a melhor interpretação do Curso, seu importante trabalho "Dicionário Juridico Universitário". Ambos os trabalhos são emitidos pela editora Saraiva. 